# Naphthole
| Naphthole        |                                                     |                                                                  |
| Name             | 1-Naphthol                                          | 2-Naphthol                                                       |
| Andere Namen     | α-Naphthol, 1-Hydroxynaphthalin, Naphth-1-ol        | β-Naphthol, 2-Hydroxynaphthalin, Naphth-2-ol                     |
| Strukturformel   |                                                     |                                                                  |
| CAS-Nummer       | 90-15-3                                             | 135-19-3                                                         |
| PubChem          | 7005                                                | 8663                                                             |
| Summenformel     | C10H8O                                              | C10H8O                                                           |
| Molare Masse     | 144,17 g·mol−1                                      | 144,17 g·mol−1                                                   |
| Dichte           | 1,28 g·cm−3                                         | 1,22 g·cm−3                                                      |
| Aggregatzustand  | fest                                                | fest                                                             |
| Kurzbeschreibung | farblose Kristalle mit schwach phenolartigem Geruch | weiß bis gelbliches kristallines Pulver mit phenolartigem Geruch |
| Schmelzpunkt     | 96 °C                                               | 123 °C                                                           |
| Siedepunkt       | 288 °C                                              | 285 °C                                                           |
| pKs-Wert         | 9,30                                                | 9,57                                                             |
| Löslichkeit      | 0,1 g·l−1 (20 °C)                                   | 1 g·l−1 (20 °C)                                                  |

Naphthole sind chemische Verbindungen, die auch als Hydroxynaphthaline bezeichnet werden, da sie Derivate des Naphthalins sind, in denen ein oder mehrere Wasserstoffatome durch Hydroxygruppen ersetzt sind. Die einfachsten Naphthole sind das 1-Naphthol (α-Naphthol, 1-Hydroxynaphthalin) und das 2-Naphthol (β-Naphthol, 2-Hydroxynaphthalin). Naphthole mit zwei Hydroxygruppen werden als Naphthalindiole bezeichnet.

## Eigenschaften
Naphthole reagieren chemisch ähnlich wie Phenole, sind aber meist reaktionsfähiger. Naphthole sind in kaltem Wasser schwer, in heißem Wasser besser löslich. Da Naphthole wie die Phenole schwache Säuren sind, sind sie in verdünnter Natronlauge besser löslich als in Wasser. Organische Lösungsmittel wie Ethanol, Ether und Benzol lösen Naphthole gut.

## Verwendung
Die Naphthole werden oftmals zur Synthese von Azofarbstoffen, Gerbstoffen, Färberei und Druckereihilfsmitteln, Konservierungsmittel für Leim, Holz und Leder eingesetzt. So wird z. B. 2-Naphthol mit diazotiertem  4-Nitroanilin zum Pararot gekuppelt: